# 克莉斯汀·賈丁
克里斯汀·安妮·贾丁（1960年11月24日—）是苏格兰自由民主党政治人物，曾于2017年担任爱丁堡西区的国会议员 。自2022年7月起，她擔任自由民主党妇女与平等事务、内阁办公室和苏格兰事务的发言人。 
她曾於2020年至2022年擔任自由民主黨的財政、欧洲、脱欧和国际贸易发言人。在2019年至2020年期間，她擔任自由民主黨的內政事務發言人。

## 教育和早期职业生涯
克里斯汀·賈丁1960年11月24日，生于格拉斯哥，就讀於克萊德班克高中和格拉斯哥大学，獲得文學士（榮譽）學位。
她曾是一名記者，曾在BBC蘇格蘭工作，並擔任過蘇格蘭的英國通訊社（Press Association）編輯。她还在思克莱德大学、罗伯特戈登大学和西苏格兰大学教授新闻学。 

## 政治生涯
2011年，賈丁被任命為聯合政府的蘇格蘭媒體顧問，在尼克·克莱格手下工作。 同年，她參加了2011年蘇格蘭議會選舉，代表自由民主黨競選因弗內斯和內恩選區，最終排名第四。 
2013年5月，她被選為阿伯丁唐賽德補選的候選人 ，這次她排名第三。

## 议会生涯
2015 年大选中，贾丁竞选戈登下议院议员，以 32.7% 的得票率位居第二，仅次于苏格兰民族党候选人亚历克斯·萨尔蒙德。 
在2017年提前举行的大选中，贾丁以34.3%的得票率和2,988票的多数票当选为爱丁堡西区议员。   
2019年8月至2020年8月擔任自由民主黨的內政和婦女平等事務發言人，並於2019年8月至2019年10月擔任司法事務發言人。她還是西敏寺的蘇格蘭事務委員會成員。
贾丁在2019 年大选中再次当选爱丁堡西区议员，得票率增加 39.9%，多数票增加至 3,769 票。    
2020 年 9 月，她被提升为贸易、财政和英国脱欧发言人。
2022 年 7 月 11 日，贾丁被任命为自由民主党妇女与平等事务发言人、自由民主党内阁办公室发言人和自由民主党苏格兰发言人。 
贾丁 (Jardine) 是议会临终选择跨党派小组的副主席。 
2024 年 6 月，贾丁再次被选为2024 年大选爱丁堡西选区的自由民主党候选人。 

## 个人生活
贾丁与英国先驱报和时代集团的数字编辑卡勒姆麦克唐纳结婚 30 年。他在2017年大选竞选期间因心脏病去世，享年55岁。 
她有一个女儿。